# CD Oroquieta Villaverde
Der Club Deportivo Oroquieta Villaverde Butarque ist ein spanischer Fußballverein aus dem Stadtbezirk Villaverde in Madrid. Der Klub ist vor allem für seine Erfolge im Frauenfußball bekannt. In den 1990er Jahren gehörte die Frauenmannschaft von Oroquieta Villaverde zu den stärksten des Landes und gewann drei Meistertitel und ebenso viele nationale Pokale.

## Geschichte
Der Madrider Stadtbezirk Villaverde hat historische Bedeutung für den Frauenfußball in Spanien, fand doch hier am 8. Dezember 1970 das erste dokumentierte Spiel zwischen zwei Frauenmannschaften statt. Sizam gewann dieses mit 5:1 gegen Mercacredit Villaverde. Mercacredit benannte sich später in Olímpico Villaverde um und war in den 1970er Jahren eine der besten Frauenmannschaften des Landes.
Der CD Oroquieta Villaverde wiederum wurde am 26. Oktober 1988 als Verein registriert und bestritt in der Saison 1989/90 erstmals die spanische Meisterschaft, die ein Jahr davor ins Leben gerufen worden war, und erreichte den achten Platz. Als sich Atlético Villa de Madrid im Jahr 1992 auflöste, wechselten zahlreiche Spielerinnen zu Oroquieta Villaverde und der Aufstieg von Letzteren zu einer der stärksten Mannschaften in Spanien begann. Der erste Titelgewinn sollte beim Spanischen Pokal 1992 gelingen, als Oroquieta sich im Endspiel mit 3:0 gegen CE Sabadell durchsetzen konnte. Die erste Meisterschaft folgte in der Saison 1992/93 und konnte 1993/94 erfolgreich verteidigt werden. Im Jahr 1995 gelang der zweite Sieg im Pokal, diesmal konnte sich die Mannschaft mit 4:2 gegen den größten Rivalen jener Tage Añorga KKE durchsetzen. Der letzte Höhepunkt folgte in der Saison 1998/99, Oroquieta setzte sich in den Play-offs um die Meisterschaft gegen Eibartarrak FT und CFF Puebla durch um den dritten Meistertitel zu erobern. Zudem gewann das Team durch ein 4:2 im Endspiel des Pokals gegen Eibartarrak FT das Double. Auf diesen Höhepunkt sollte jedoch der sportliche Abstieg von Oroquieta Villaverde folgen, in den Saisons 1999/2000 und 2000/01 konnte die Mannschaft nicht mehr in den Titelkampf eingreifen und durch die Umstrukturierung der Liga im Jahr 2001 erfolgte schließlich der Abstieg in die zweite Spielklasse. In dieser verlor das Team 2001/02 alle 26 Spiele und stieg als abgeschlagener Tabellenletzter in die Regionalligen ab, aus denen Oroquieta Villaverde seither nicht mehr aufgestiegen ist. Von 2013 bis 2015 wurde der Spielbetrieb vorübergehend eingestellt, seit 2015 firmiert der Klub als Club Deportivo Oroquieta Villaverde Butarque und widmet sich vor allem dem Jugendfußball.

## Bekannte ehemalige Spielerinnen
- Mar Prieto
- Laura del Río García

## Erfolge
- Spanische Meisterschaft (3): 1992/93, 1993/94, 1998/99
- Spanischer Pokal (3): 1992, 1995, 1999